# دوراندو پیتری
دوراندو پیتری (به ایتالیایی: Dorando Pietri) (متولد ۱۶ اکتبر ۱۸۸۵ - درگذشت ۷ فوریه ۱۹۴۲) دوندهٔ استقامت اهل ایتالیا بود. در مسابقهٔ دوی مارتن المپیک ۱۹۰۸ لندن او اولین نفر بود که از خط پایان گذشت اما از سوی داوران مسابقه رد صلاحیت شد.

## المپیک ۱۹۰۸

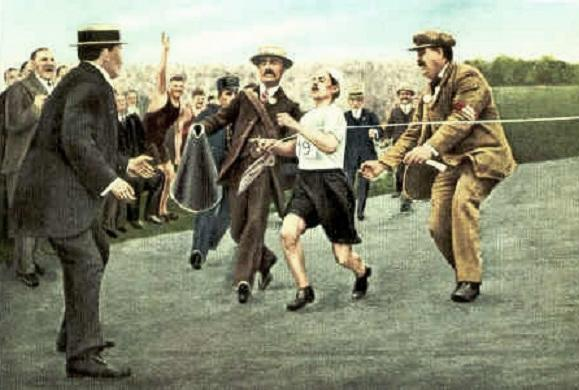
دوراندو پیتری

در روز ۲۴ ژوئیهٔ ۱۹۰۸ صدهزار تماشاگر در ورزشگاه وایت سیتی لندن شاهد برگزاری آخرین روز از رقابت‌های دو و میدانی المپیک بودند. مسابقه در ساعت ۱۴:۵۵ آغاز شد و تقریباً بعد از طی هر مایل مسافت، نام شخص پیشتاز اعلام می‌شد. ابتدا توماس جک و بعد جک پرایس به‌عنوان دوندهٔ پیشتاز اعلام شدند اما بیشتر زمان مسابقه چارلز هفرون دوندهٔ اهل آفریقای جنوبی نفر اول بود. پیتری پیش از ورود به استادیوم وایت سیتی از هفرون پیشی گرفت. زمانی که به استادیوم رسید در جهت اشتباه حرکت کرد اما مسئولان او را به مسیر درست راهنمایی کردند. دویدن ۲۶ مایل و گرمای طاقت‌فرسا رمق پیتری را گرفته بود و او پیش از رسیدن به خط پایان چند بار به زمین افتاد. این موضوع باعث شد افرادی که در کنار پیست حضور داشتند به او کمک کنند تا برخیزد و مسابقه را ادامه دهد. در عکسی که از لحظهٔ رسیدن پیتری به خط پایان ثبت شده ۲ نفر دیده می‌شوند که او را همراهی می‌کنند. این اتفاقات باعث شکایت تیم ایالات متحده آمریکا شد که دونده‌شان جانی هیز پس از پیتری به خط پایان رسیده بود. پس از بررسی شکایت تیم آمریکا، پیتری از دور مسابقات حذف شد و مدال طلا به جانی هیز رسید.
پیتری پس از رسیدن به خط پایان به بیمارستان منتقل شد و تا دو ساعت و نیم بعد از مسابقه با مرگ دست و پنجه نرم می‌کرد. او به خاطر کمکی که دریافت کرد از دور مسابقه حذف شد اما به واسطهٔ تلاش قهرمانانه‌اش بریتانیایی‌ها با او ابراز همدردی کردند. پس از بهبودی و زمانی که از بیمارستان مرخص شد ملکه الکساندرا یک جام طلایی بزرگ به او هدیه داد. ایروینگ برلین در ستایش او ترانه‌ای نوشت و آرتور کانن دویل پایان مسابقهٔ پیتری را اینطور توصیف کرد: «این مبارزه بین یک هدف تعیین شده و یک جسم واقعاً خسته، وحشتناک و در عین حال جذاب بود.»